# Kiro Gligorov

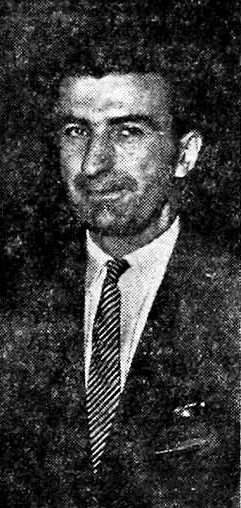
Kiro Gligorov, 1965.

Kiro Gligorov (Киро Глигоров), även känd som Kiril Blagoev Gligorov (makedonsk kyrilliska: Кирил Благоев Глигоров), född 3 maj 1917 i Štip i dåvarande Kungariket Serbien (numera Nordmakedonien), död 1 januari 2012 i Skopje, var Makedonien:s första demokratiskt valda president från 1991 till 1999. Han studerade tidigare på Belgrads universitet.